# Eisenbahnunfall von Uimaharju

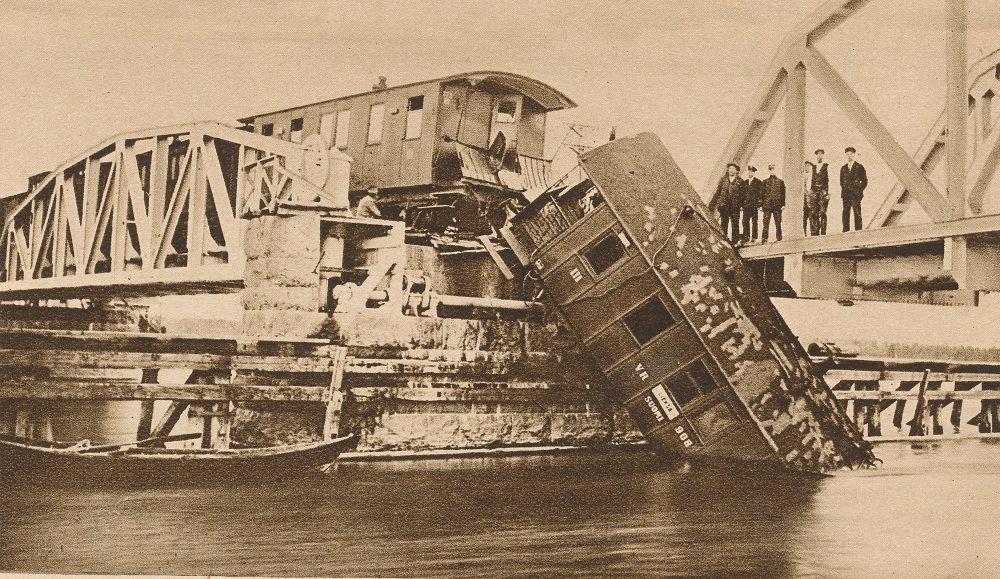
Zugunfall von Uimaharju

Der Eisenbahnunfall von Uimaharju ereignete sich am 11. August 1929 im finnischen Bahnhof Uimaharju, einer Siedlung, die zum Stadtgebiet von Joensuu gehört. Sie liegt etwa 48 Kilometer nordöstlich des Stadtzentrums.
Der letzte Personenwagen eines rückwärts fahrenden Gemischten Zuges stürzte von einer Drehbrücke über den Rahkeenvesi und blieb senkrecht an der Kupplung hängen. Bei dem Unfall starb ein Fahrgast, drei weitere wurden schwer verletzt.

## Unfallhergang
Der Gemischte Zug Nr. 809, der von Joensuu nach Nurmes fuhr, traf um 14:45 Uhr im Bahnhof Uimaharju ein. Der lange Zug hatte viele Güterwagen und am Ende einen Personenwagen dritter Klasse.
Die Lokomotive erhielt zunächst Wasser aus dem Wasserkran des Bahnhofs. Danach setzte der Zug etwa 40 Meter zurück, um die Lokomotive an einem Lagerplatz mit Holz zu versorgen. 
Inzwischen hatte der Bediener der Drehbrücke diese geöffnet, um Schiffe passieren zu lassen. Dies wurde beim Zurücksetzen des Zuges nicht bemerkt. Da der Zug recht lang war, stürzte der letzte Personenwagen des rückwärtsfahrenden Zuges von der Brücke und blieb senkrecht an der Kupplung hängen. Als die Luftleitung riss, legten die Bremsen an und der Zug kam zum Stehen. Die Kupplung des Wagens war jedoch so stark, dass sie nicht abriss und der Wagen senkrecht hängen blieb. 
Martta Ester Turunen, ein Fahrgast des Zuges, kam bei dem Unfall ums Leben, drei weitere Personen wurden schwer verletzt. Der von der Brücke hängende Personenwagen wurde nach der Bergung der Fahrgäste abgekuppelt und im Fluss versenkt. Dies geschah, um die Strecke schnell wieder für den Verkehr freizugeben, da vor Ort keine geeignete Ausrüstung zum Heben des Wagens vorhanden war.
Die Brücke wurde in den frühen Morgenstunden des 12. August 1929 repariert. Bis dahin wurde der Personenverkehr vorübergehend mit einer Fähre abgewickelt.